# Niko Kappel
Niko Kappel (* 1. März 1995 in Schwäbisch Gmünd, Baden-Württemberg) ist ein deutscher Behindertensportler der Startklasse F41, der sich auf das Kugelstoßen spezialisiert hat. Sein bis dato größter Erfolg ist die Goldmedaille bei den Paralympics 2016 in Rio de Janeiro.

## Werdegang
Kappel wuchs in Welzheim auf, wo er bei der VR Bank Schwäbischer Wald eine Ausbildung zum Bankkaufmann absolvierte. Niko Kappel sitzt als Mitglied der CDU-Fraktion im Welzheimer Gemeinderat. Seit 2019 ist Kappel Mitglied des Kuratoriums der DFL Stiftung.
Am 8. November 2020 gründete Kappel in Stuttgart mit Heinrich Popow den Verein zur Förderung talentierter junger Sportler und Sportlerinnen im Bereich der Para-Leichtathletik, der durch Sichtung Talente entdecken und gezielt unterstützen soll.
Im März 2025 übernahm er als Nachfolger von Wolfgang Schäuble die Schirmherrschaft für den gemeinnützigen Verein #bewegtEuch.

## Sportliche Karriere
2015 wurde Kappel in Doha Vizeweltmeister.
2016 konnte er in Grosseto Vizeeuropameister werden. Bei den Paralympics in Rio de Janeiro holte Kappel mit einer Weite von 13,57 Metern Gold und erhielt dafür das Silberne Lorbeerblatt vom Bundespräsidenten Joachim Gauck.
2017 wurde er in London mit 13,81 Metern Weltmeister.
2018 konnte Kappel mit 12,60 Meter bei der Heimeuropameisterschaft in Berlin ein weiteres Mal Vizeeuropameister werden.
2019 stieß er in Dubai 13,87 Meter und wurde damit erneut Vizeweltmeister.
2020 beteiligte sich Kappel zur Überbrückung der wettkampflosen Zeit während der Covid-19-Pandemie und der Verschiebung der Sommer-Paralympics 2020 auf 2021 an den von Mathias Mester ausgerufenen Parantänischen Spiele 2020, einer 14-täglichen Serie sportlich-spaßiger „Wettkämpfe“ in häuslicher Quarantäne. Als wieder Wettkämpfe, pandemiebedingt noch ohne Zuschauer, aber mit offiziellen Kampfrichtern, erlaubt waren, stieß Kappel bei einem vom Württembergischen Leichtathletik-Verband kurzfristig für Kaderathleten organisierten offiziellen Wettbewerb in Stuttgart am 20. Juni 2020 die Kugel auf 14,40 Meter. Damit hatte er den Weltrekord des Briten Kyron Duke aus dem Jahr 2019 um 21 Zentimeter übertroffen. Der Stoß wurde jedoch seitens des Internationalen Paralympischen Komitees (IPC) nicht anerkannt, da der Wettkampf erst im Nachhinein gemeldet wurde. Genau eine Woche später katapultierte Kappel die Kugel bei einem Testwettkampf in Sindelfingen am 27. Juni 2020 auf 14,10 Meter. Am 5. Juli 2020 stellte er beim Werfermeeting in Bad Boll mit 14,30 Meter einen neuen Weltrekord auf, der am 10. Februar 2021 beim World Para Athletics Grand Prix in Dubai vom Usbeken Bobirjon Omonov um einen Zentimeter überboten wurde. Bei den Sommer-Paralympics 2020 in Tokio wurde Kappel am 30. August 2021 mit einer Weite von 13,30 Meter Dritter.
Bevor Kappel zum VfB Stuttgart wechselte, war er beim TSF Welzheim und beim VfL Sindelfingen. Er wird trainiert von Peter Salzer. Bei den Werfertagen in Halle an der Saale stellte er am 21. Mai 2022 mit einer Weite 14,94 Metern einen neuen Weltrekord auf. Die vorherige Bestmarke von Bobirjon Omonov überbot er damit um 63 Zentimeter. Bereits sieben Tage später überbot er diesen Weltrekord beim Grand-Prix-Meeting in Nottwil am 28. Mai 2022 mit einer Weite von 14,99 Metern erneut. Am 9. Mai 2024 verbesserte er den Weltrekord mit einer Weite von 15,07 Metern.
2024 wurde er in Kōbe mit 14,23 Metern zum zweiten Mal Weltmeister. Bei den Paralympics in Paris gewann er mit einer Weite von 13,74 Metern die Silbermedaille hinter dem Usbeken Bobirjon Omonov.

## Ehrungen
- Am 26. November 2016 als Behindertensportler des Jahres ausgezeichnet.[22]
- Am 23. November 2017 als Behindertensportler des Jahres ausgezeichnet.[23]
- 2021 DJK-Ethik-Preis des Sports[24]

## Erfolge
international
- 2015: Vizeweltmeister
- 2016: Vizeeuropameister
- 2016: Paralympicssieger
- 2017: Weltmeister
- 2018: Vizeeuropameister
- 2019: Vizeweltmeister
- 2023: Vizeweltmeister
- 2024: Weltmeister